# C/2012 V1 (PANSTARRS)
C/2012 V1 (PANSTARRS) — одна з довгоперіодичних комет. Ця комета була відкрита 3 листопада 2012 року; вона мала 20.4m на час відкриття.